# Niederhorn
Le Niederhorn est un sommet des Alpes situé en Suisse dans le massif des Alpes bernoises. De son sommet, on peut voir l'ensemble des Alpes bernoises et le lac de Thoune.
En 1946 fut construit un téléphérique pour relier le sommet où sont bâtis un terrain de jeu pour enfants et un restaurant. Depuis 1997, une télécabine Seilbahnen Beatenberg-Niederhorn, s'arrêtant également à Vorsass a remplacé ce téléphérique et permet la jonction entre le Niederhorn et le funiculaire Thunersee-Beatenberg Bahn (TBB) qui va jusqu'à Beatenbucht sur le lac de Thoune.